# بافاتا
بافاتا (بالبرتغالية: Bafatá‏) هي مدينة، في غينيا بيساو، تقع في Bafatá ‏، هي عاصمة محافظة بافاتا، وBafatá ‏، بلغ عدد سكانها 22,501 نسمة وذلك حسب إحصائيات سنة 2008، تبلغ مساحتها 837 كيلومتر مربع.

## معرض صور

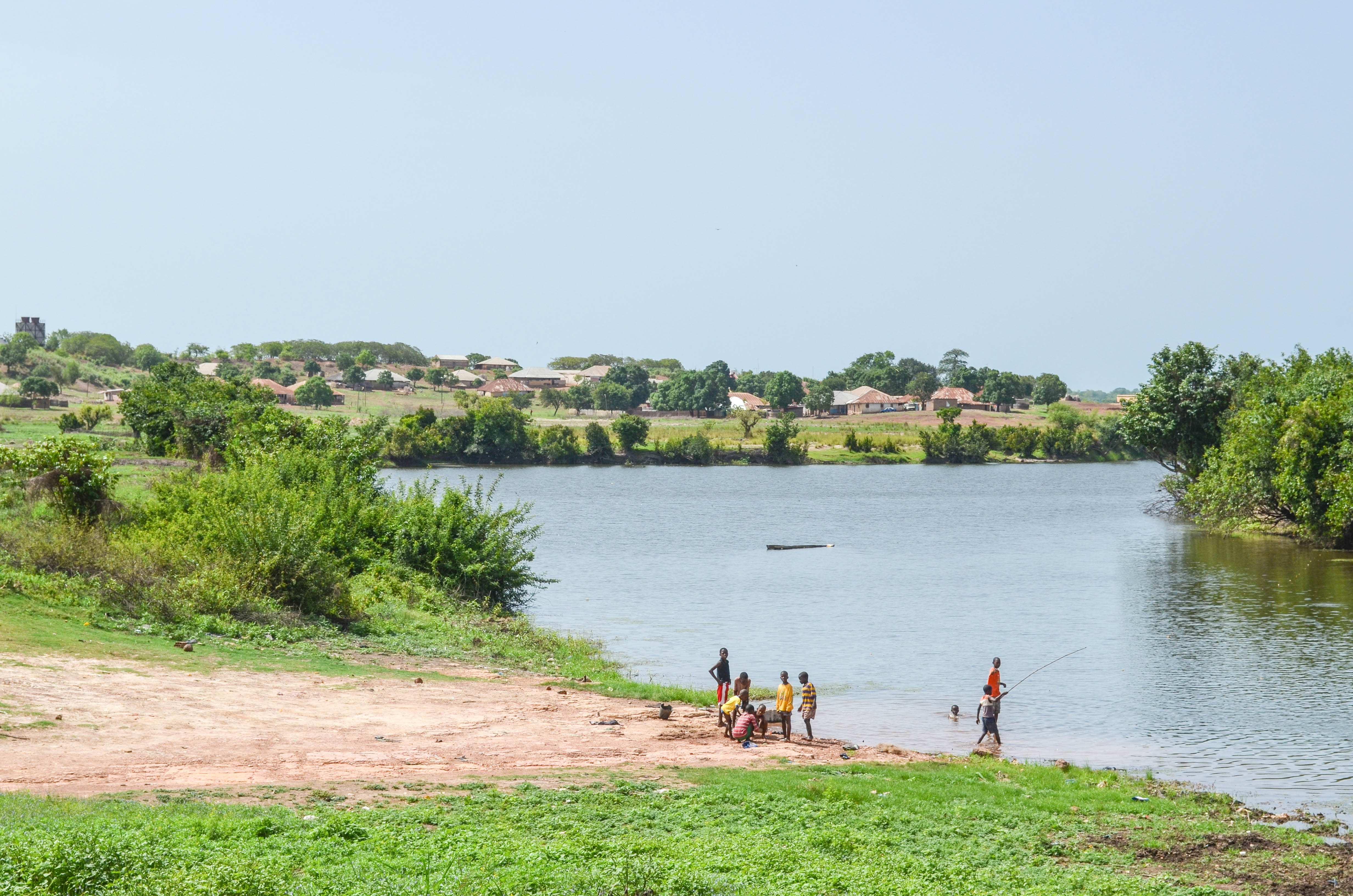
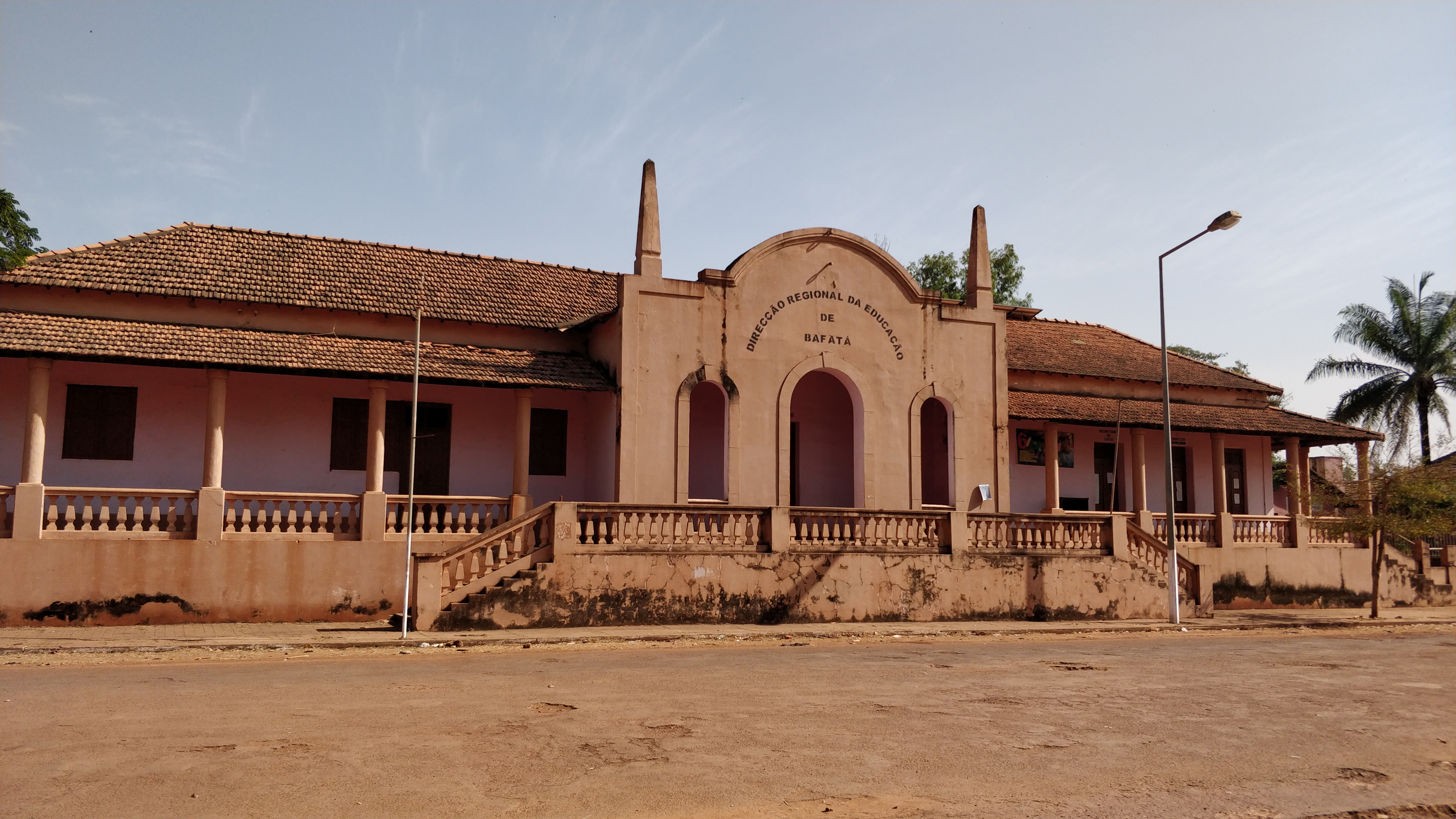
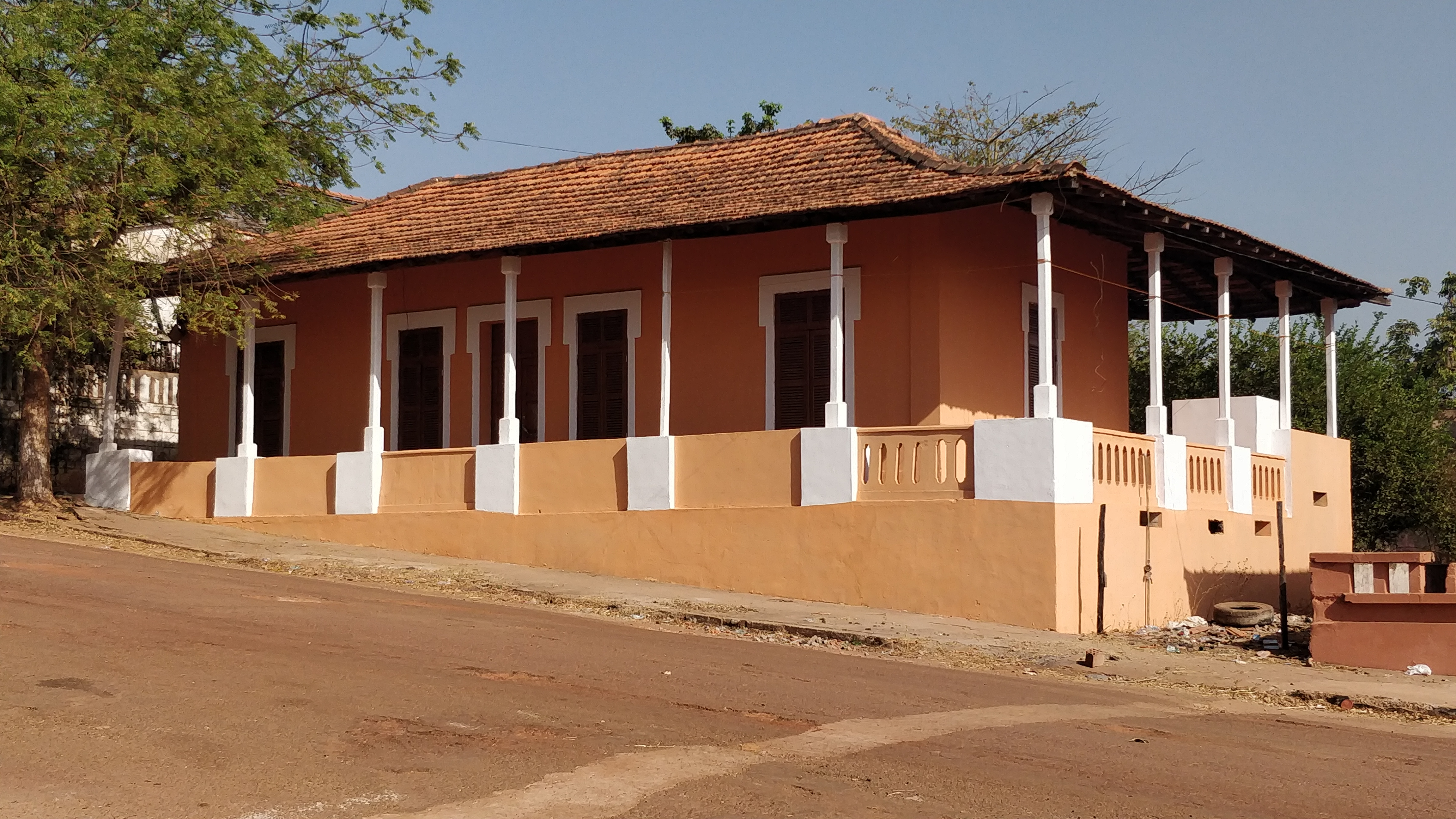
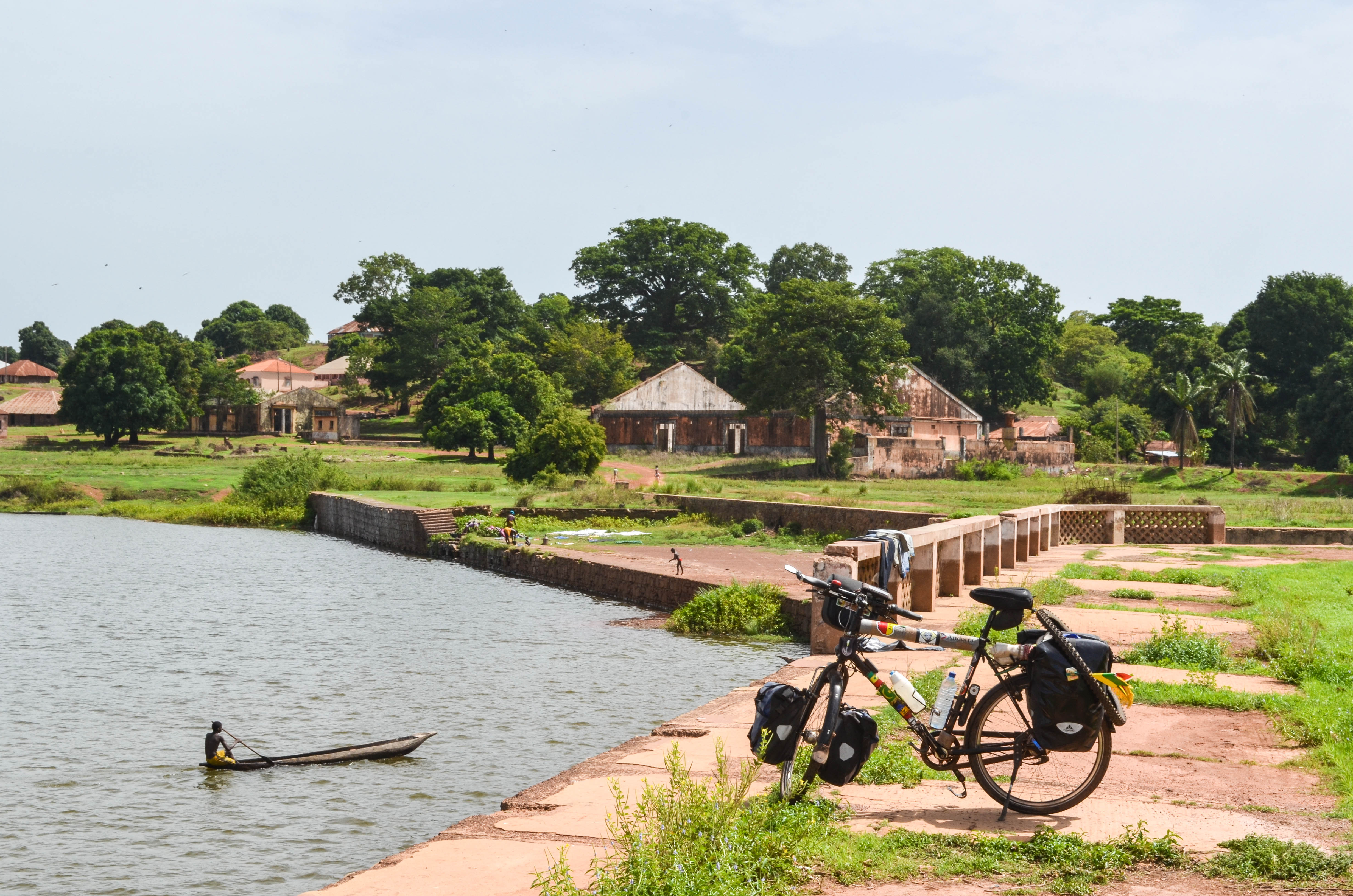
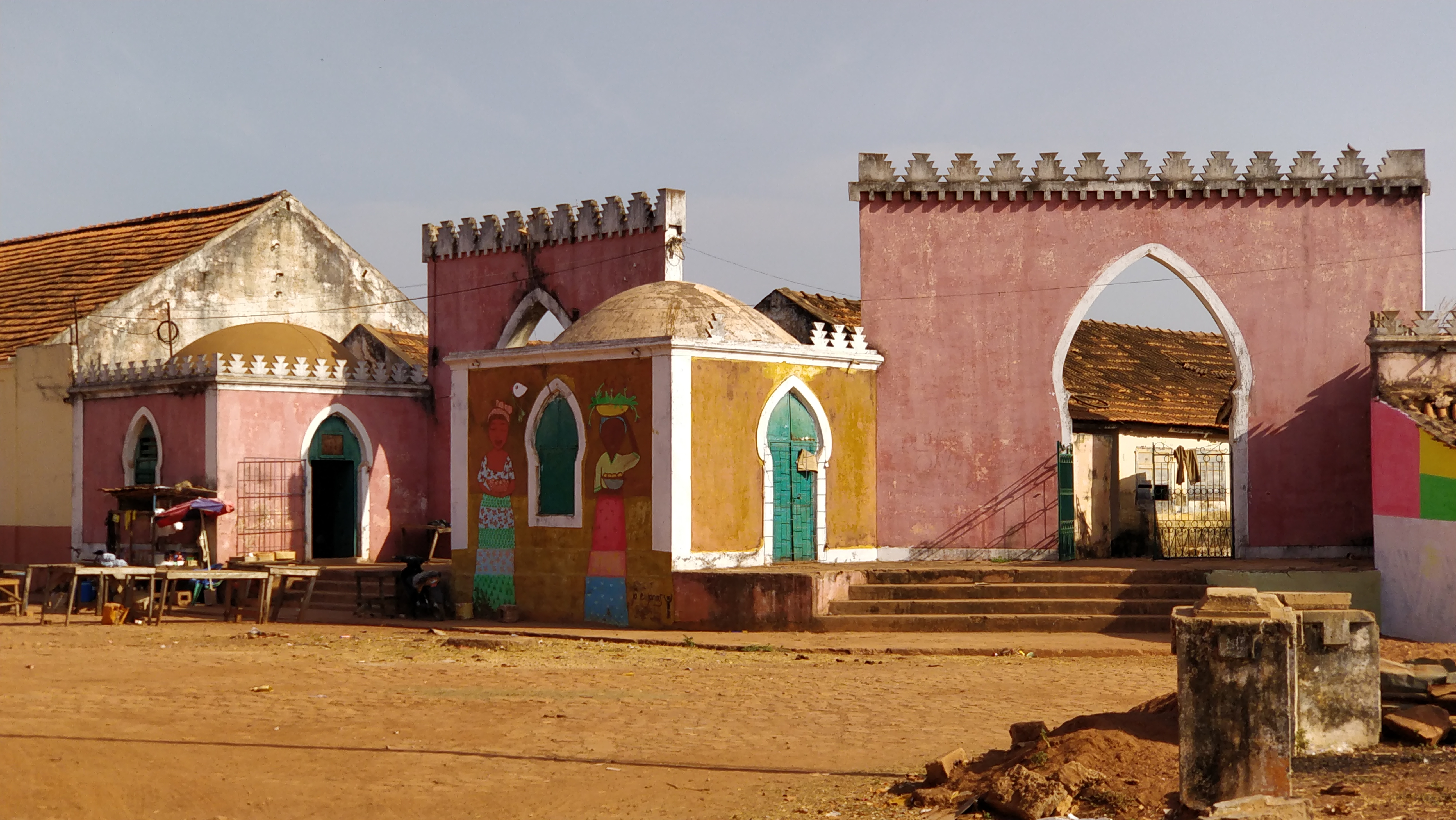

## أعلام
- هنريك روزا
- أميلكار كابرال